# Aston Martin

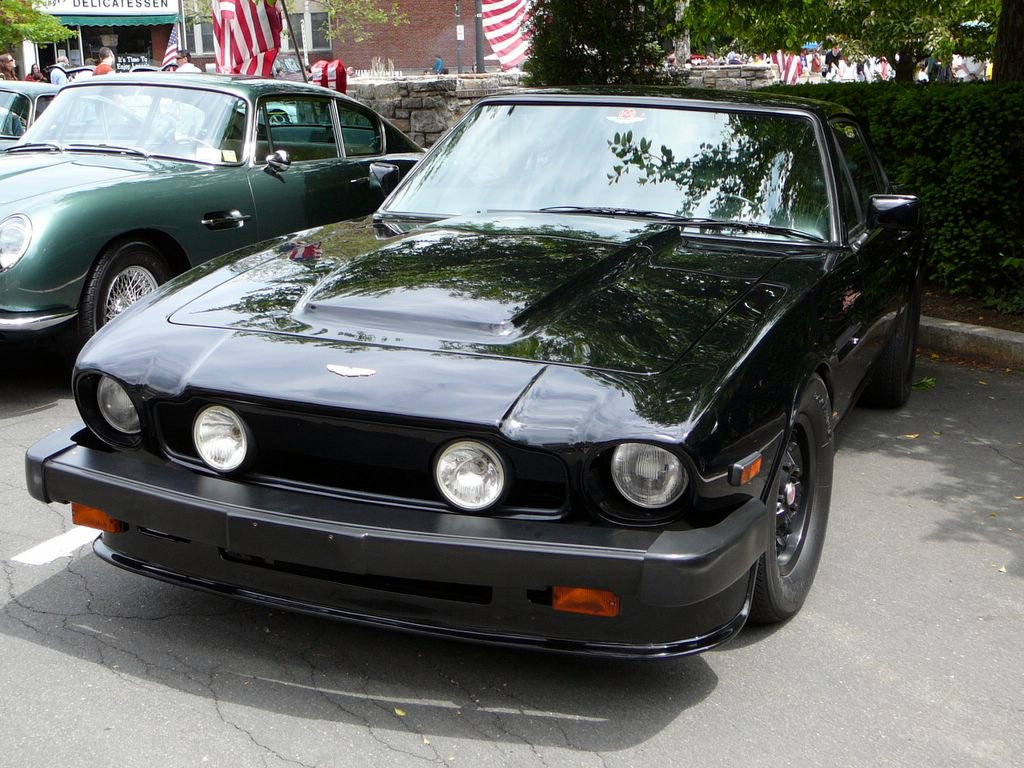
Aston Martin V8 Vantage

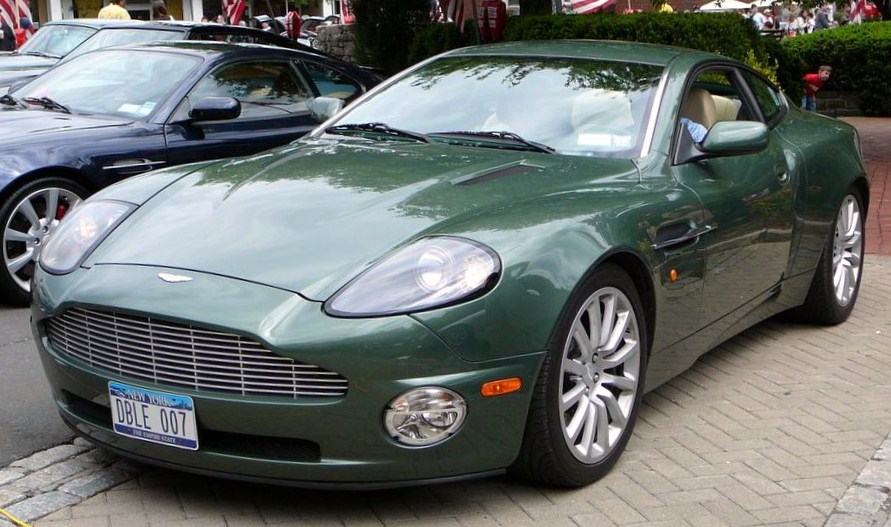
Aston Martin Vanquish

Aston Martin Lagonda Global Holdings PLC je britský výrobce luxusních sportovních automobilů, automobilů třídy Gran Turismo a supersportovních automobilů se sídlem v Gaydonu v hrabství Warwickshire. Počátky značky sahají do roku 1913, kdy ji pod jménem Bamford & Martin založili Robert Bamford a Lionel Martin. Od roku 1947 ji řídil David Brown a v padesátých a šedesátých letech 20. století se proslavila svými drahými cestovními vozy (Gran Turismo) a díky fiktivní postavě agenta Jamese Bonda, který modely této značky, počínajíc vozem DB5 ve filmu Goldfinger z roku 1964, používal. Sportovní a cestovní vozy značky Aston Martin jsou považovány za britskou kulturní ikonu. Vozy značky se taktéž po celou dobu své historie účastnily různých disciplín motoristických závodů, včetně například série Formule 1.
Od roku 1987 byla většinovým, a od roku 1993 kompletním, majitelem značky americká automobilka Ford Motor Company. V březnu roku 2007 byla automobilka prodána britskému konsorciu Prodrive, pod kterou v roce 2018 automobilka vstoupila na burzu London Stock Exchange a od té doby její akcie vlastní několik různých společností a skupin, z nichž má největší podíl, kolem 21 %, konsorcium Yew Tree Overseas Limited vedené kanadským bilionářem Lawrence Strollem. Dalšími významnými vlastníky jsou stát Saúdská Arábie (18 %), čínský automobilový koncern Geely (17 %) a německý automobilový koncern Mercedes-Benz Group (10 %).

## Modely

### Předválečné
- 1921–1925 Aston Martin Standard Sports
- 1927–1932 Aston Martin First Series
- 1929–1932 Aston Martin International
- 1932–1932 Aston Martin International Le Mans
- 1932–1934 Aston Martin Le Mans
- 1933–1934 Aston Martin 12/50 Standard
- 1934–1936 Aston Martin Mk II
- 1934–1936 Aston Martin Ulster
- 1936–1940 Aston Martin 2-litre Speed Model
- 1937–1939 Aston Martin 15/98

### Poválečné
- 1948–1950 Aston Martin 2-Litre Sports (DB1)
- 1950–1953 Aston Martin DB2
- 1953–1957 Aston Martin DB2/4
- 1957–1959 Aston Martin DB Mark III
- 1958–1963 Aston Martin DB4
- 1961–1963 Aston Martin DB4 GT Zagato
- 1963–1965 Aston Martin DB5
- 1965–1966 Aston Martin Short Chassis Volante
- 1965–1969 Aston Martin DB6
- 1967–1972 Aston Martin DBS
- 1969–1989 Aston Martin V8
- 1977–1989 Aston Martin V8 Vantage
- 1986–1990 Aston Martin V8 Zagato
- 1989–2000 Aston Martin Virage/Virage Volante/Vantage/V8
- 1993–2003 Aston Martin DB7/DB7 Vantage
- 2001–2007 Aston Martin V12 Vanquish/Vanquish S
- 2004–2016 Aston Martin DB9
- 2005–2018 Aston Martin Vantage
- 2007–2012 Aston Martin DBS V12
- 2009–2012 Aston Martin One-77
- 2010–2020 Aston Martin Rapide/Rapide S
- 2011–2012 Aston Martin Virage/Virage Volante
- 2011–2013 Aston Martin Cygnet (přeznačkovaná Toyota iQ)
- 2012–2013 Aston Martin V12 Zagato
- 2012–2018 Aston Martin Vanquish/Vanquish Volante
- 2015–2016 Aston Martin Vulcan
- 2016–2023 Aston Martin DB11
- 2018–současnost Aston Martin Vantage
- 2018–současnost Aston Martin DBS Superleggera
- 2020–současnost Aston Martin DBX
- 2021–současnost Aston Martin Valkyrie
- 2023–současnost Aston Martin DB12
- 2025– Aston Martin Valhalla

## Galerie modelů

modely Aston Martin
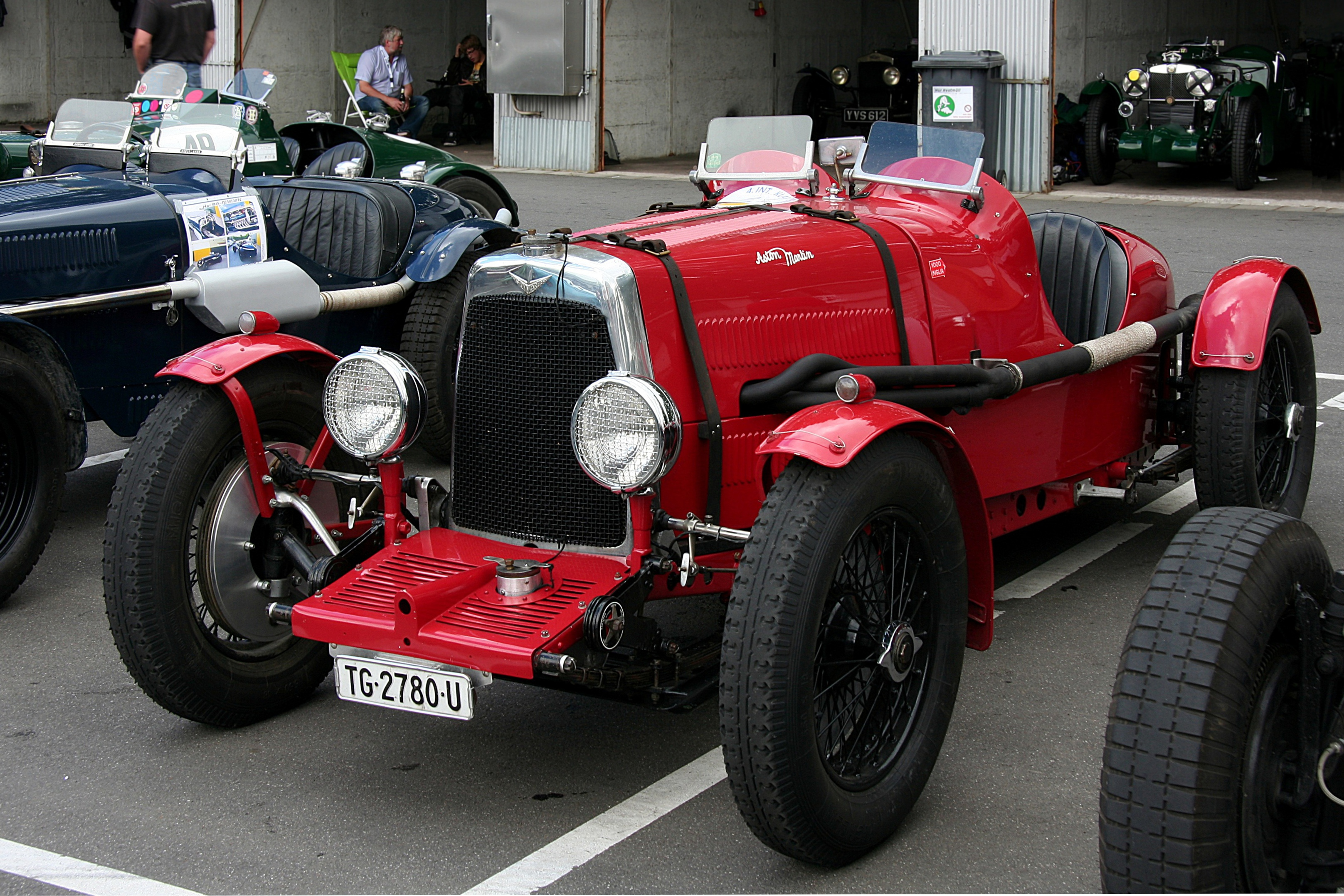
1930 Aston Martin1.5L International
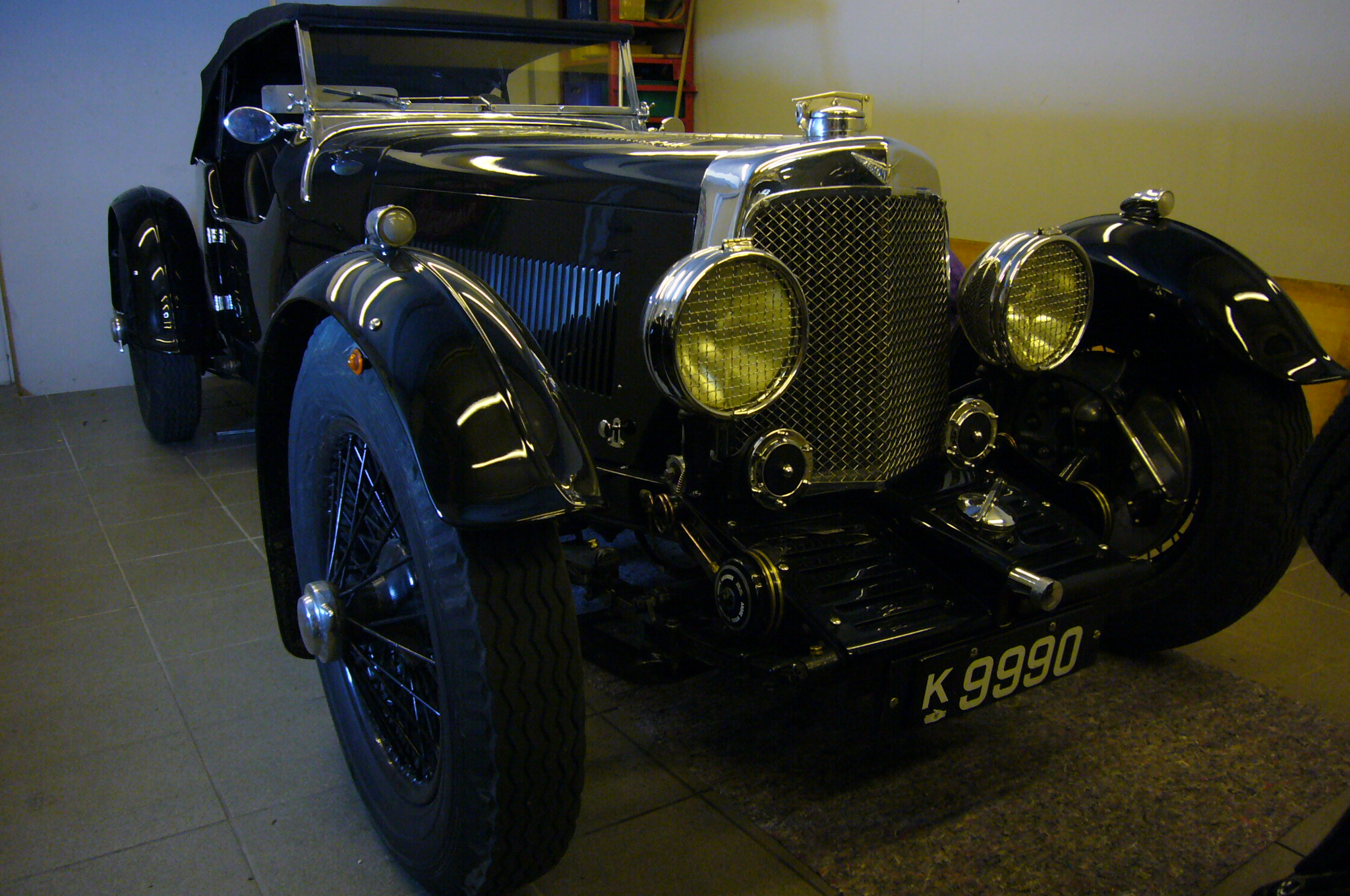
1932–1934 Aston Martin Le Mans
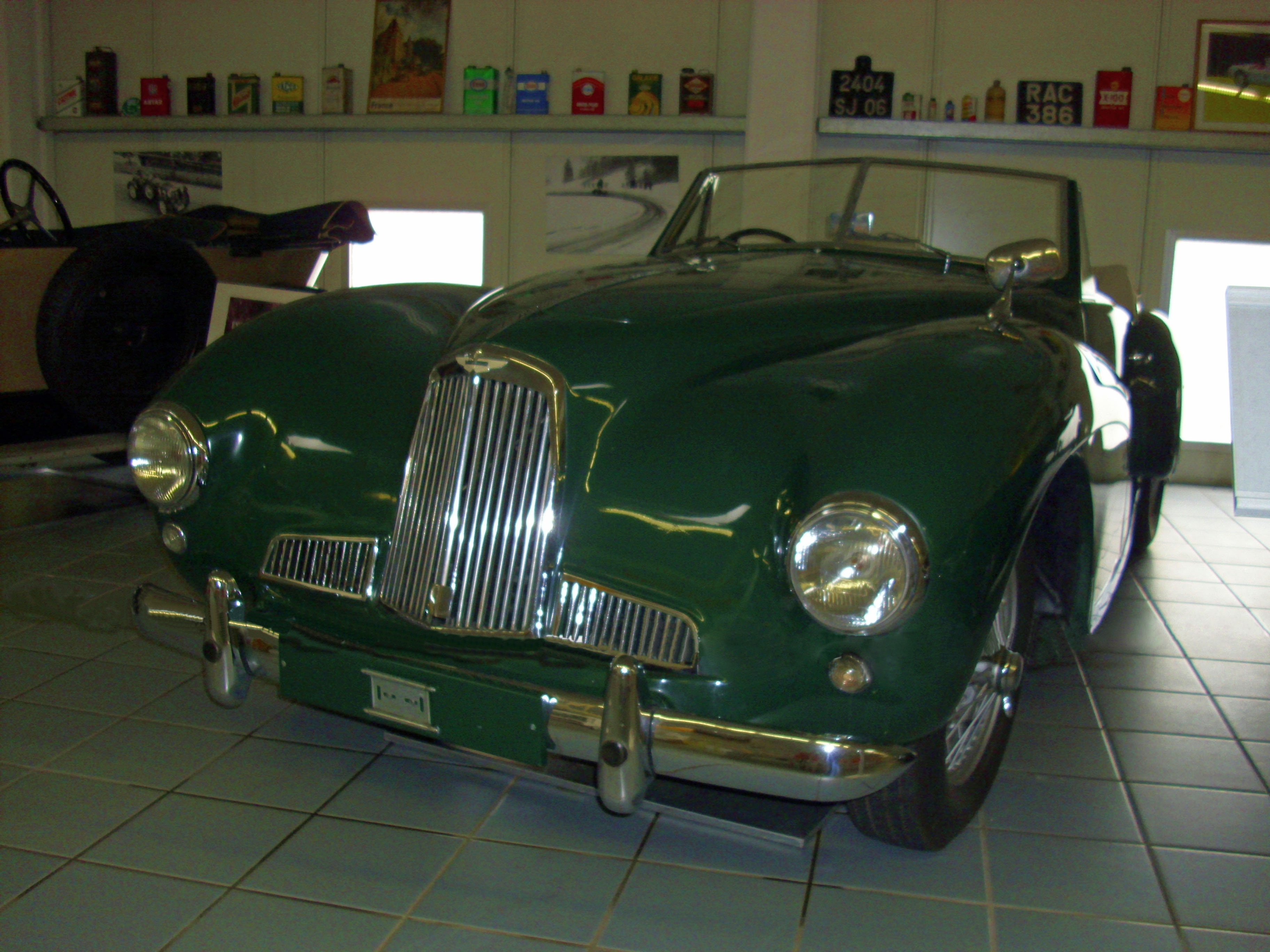
1948–1950 Aston Martin DB1
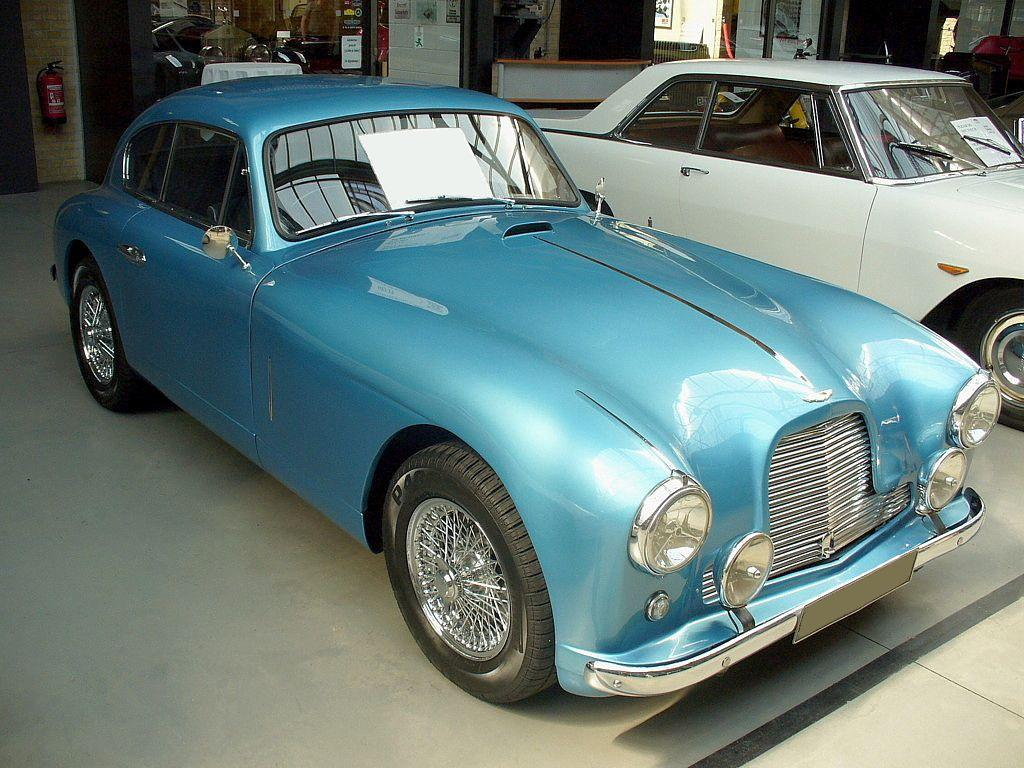
1950–1957 DB2 a později DB2/4
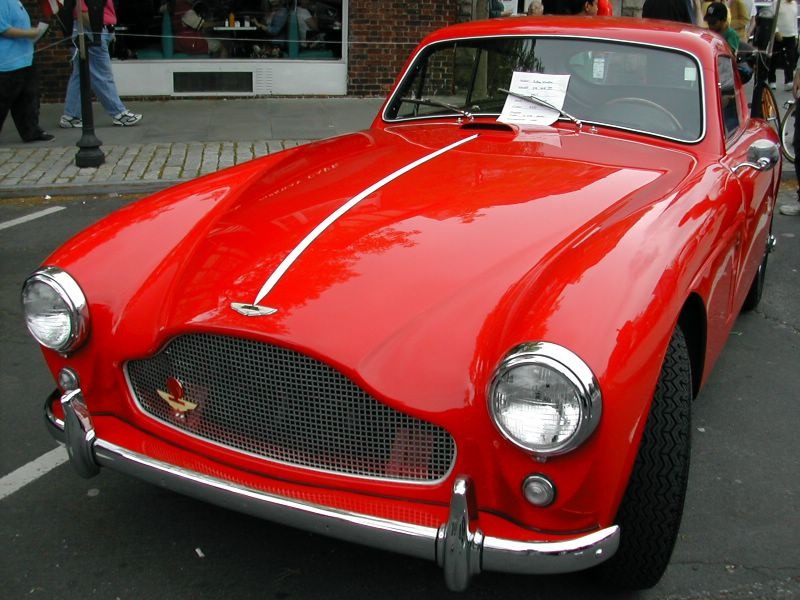
1957–1959 Aston Martin DB Mark III
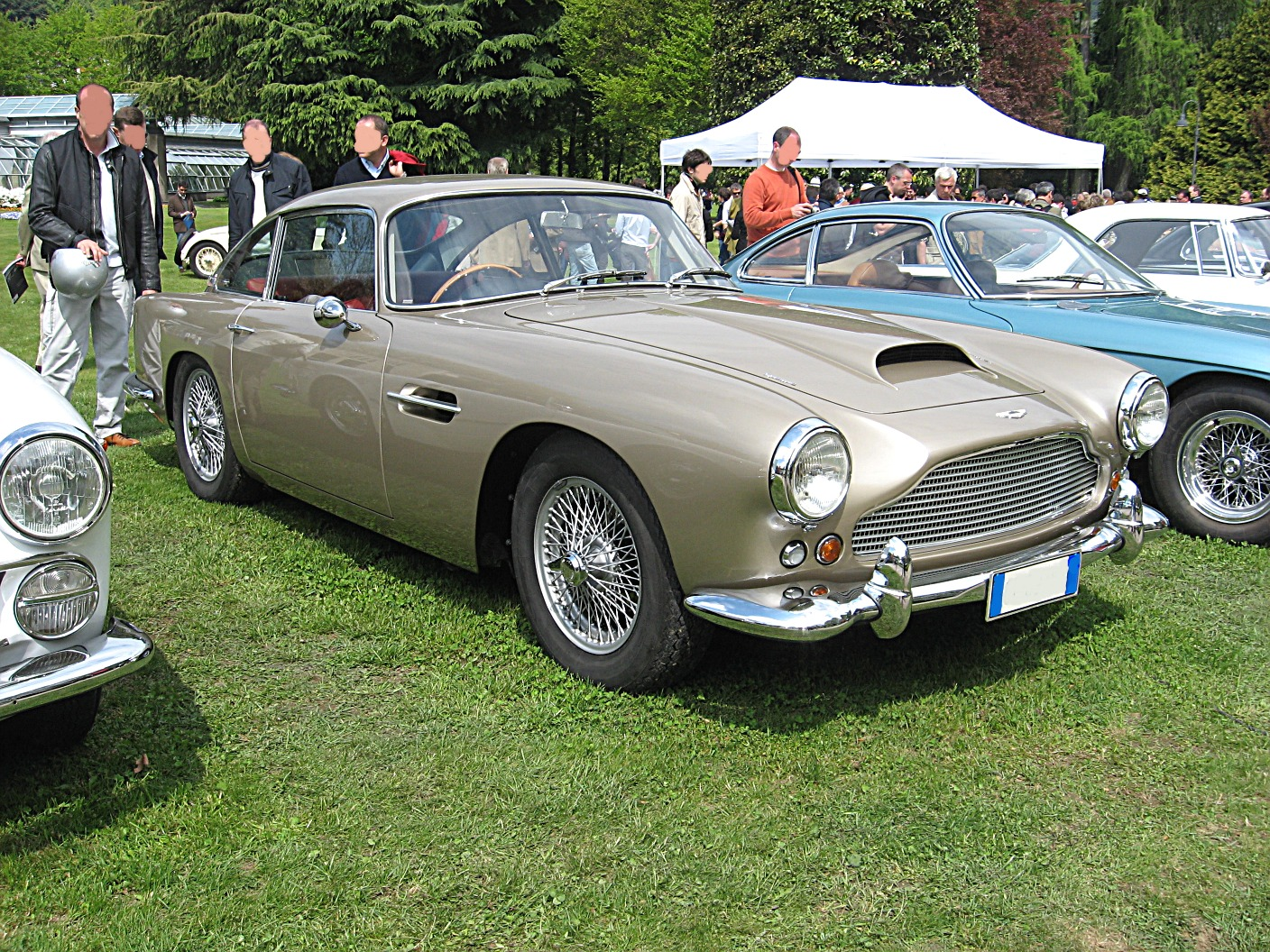
1958–1963 Aston Martin DB4/GT
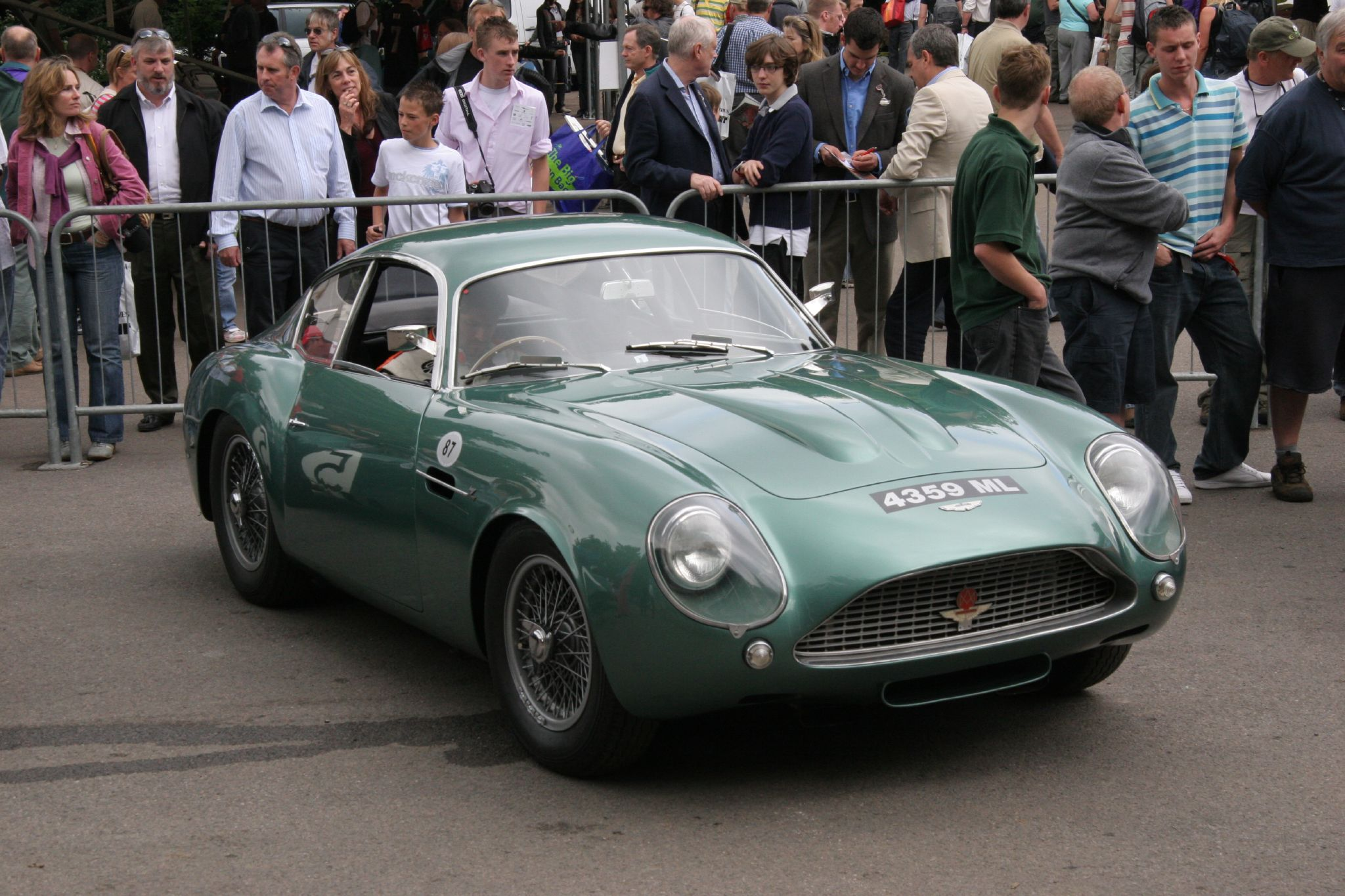
1961–1963 Aston Martin DB4 GT Zagato
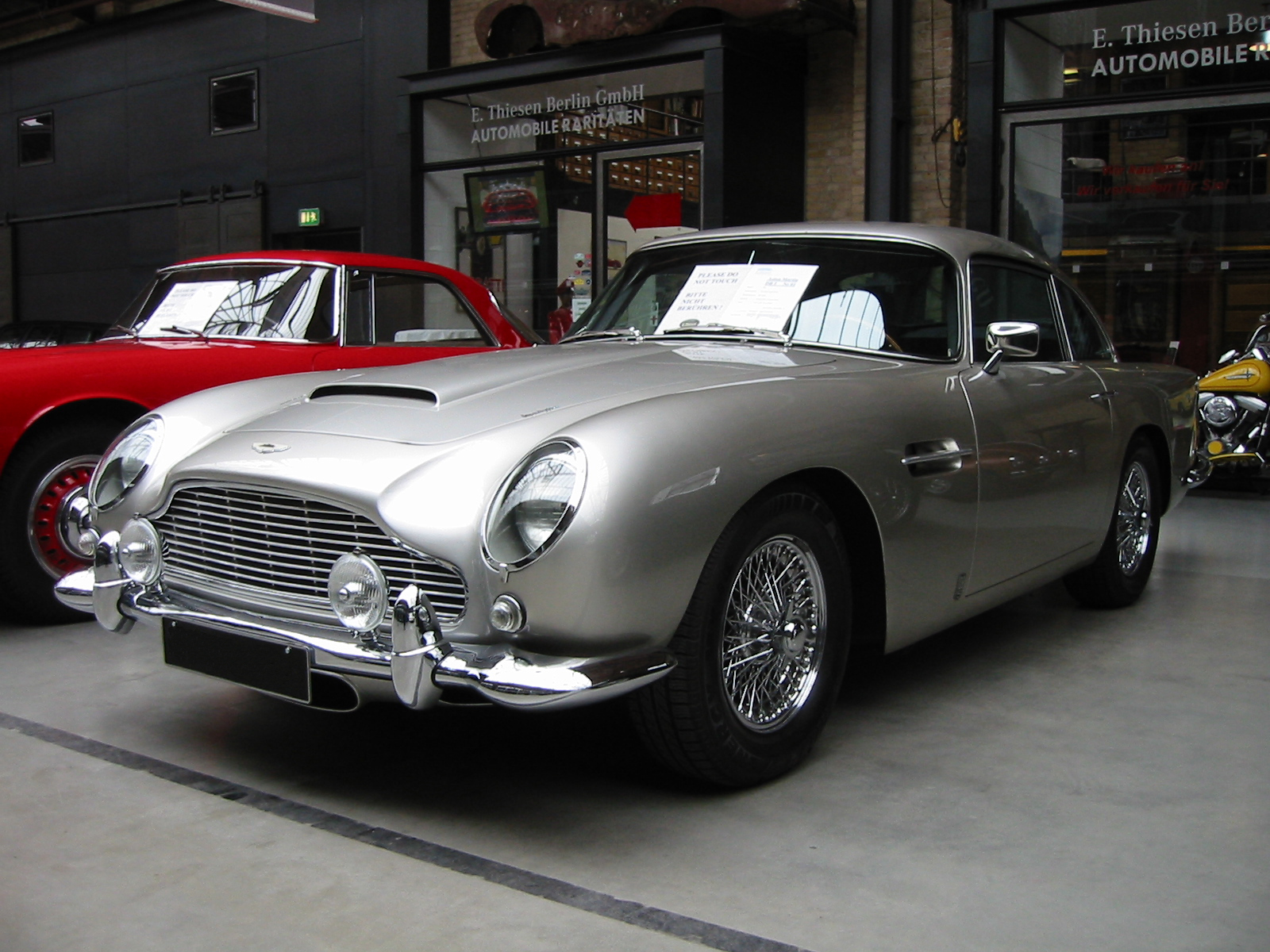
1963–1965 Aston Martin DB5
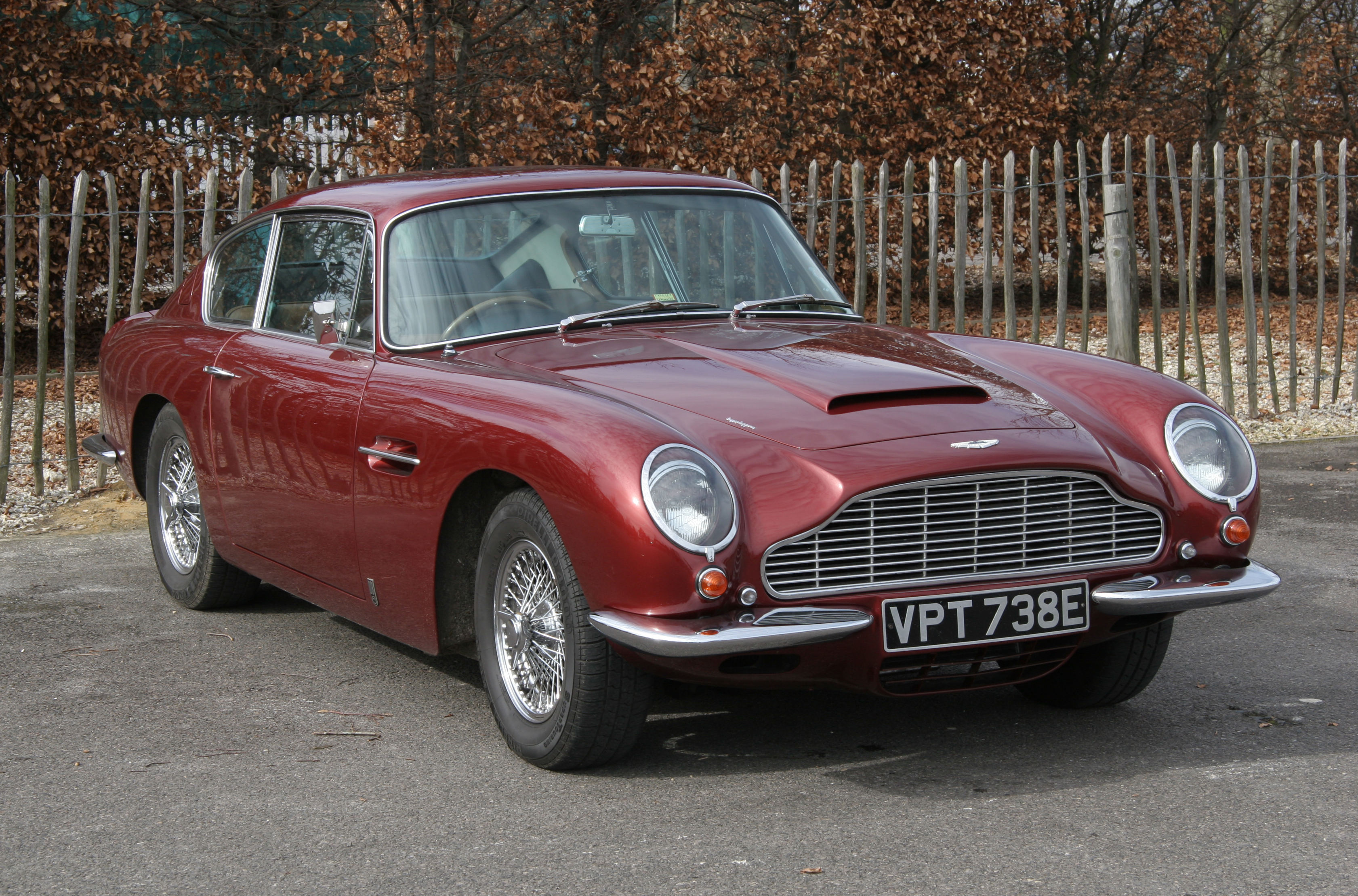
1965–1971 Aston Martin DB6
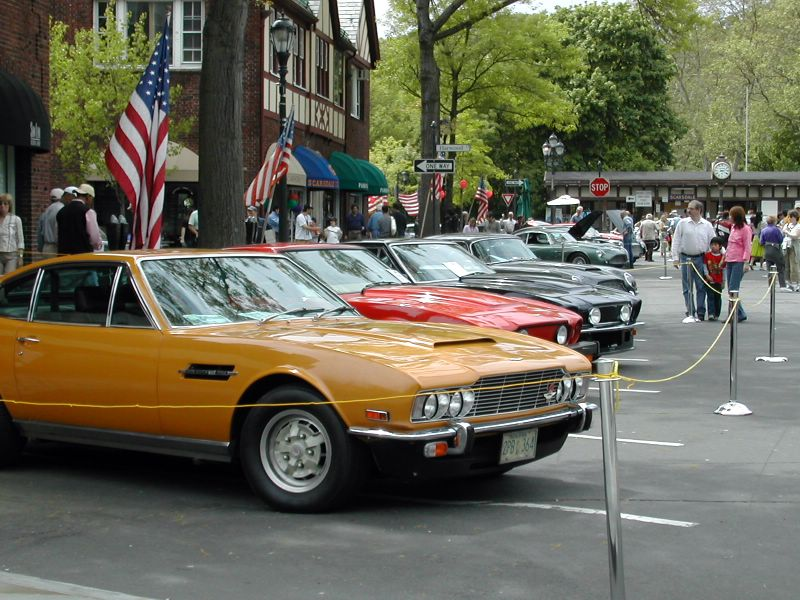
1967–1989 DBS a později V8
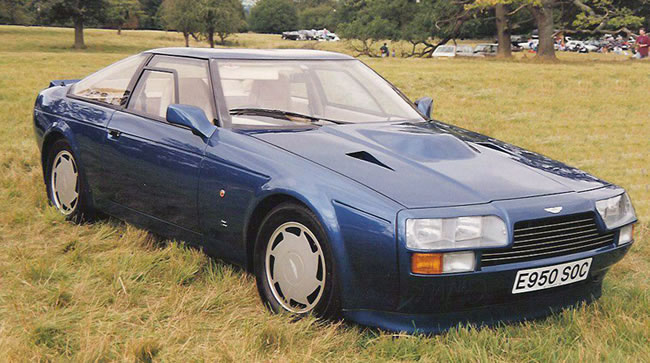
1986–1990 Aston Martin V8 Zagato
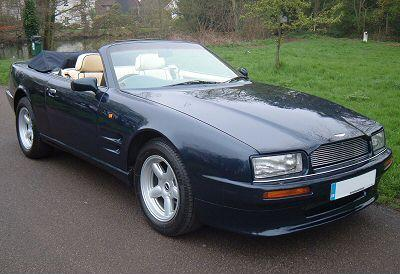
1989–2000 Virage/V8/Vantage
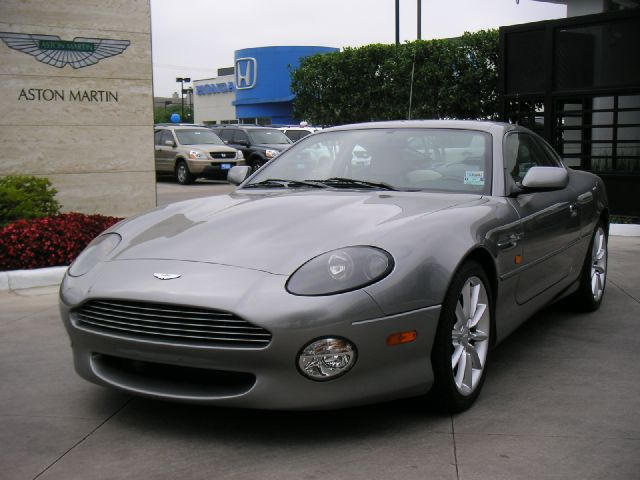
1993–2003 Aston Martin DB7
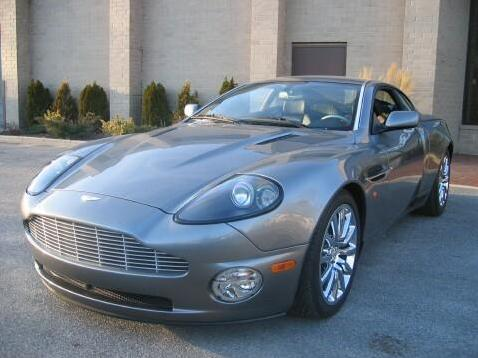
2001–2007 Aston Martin V12 Vanquish/S
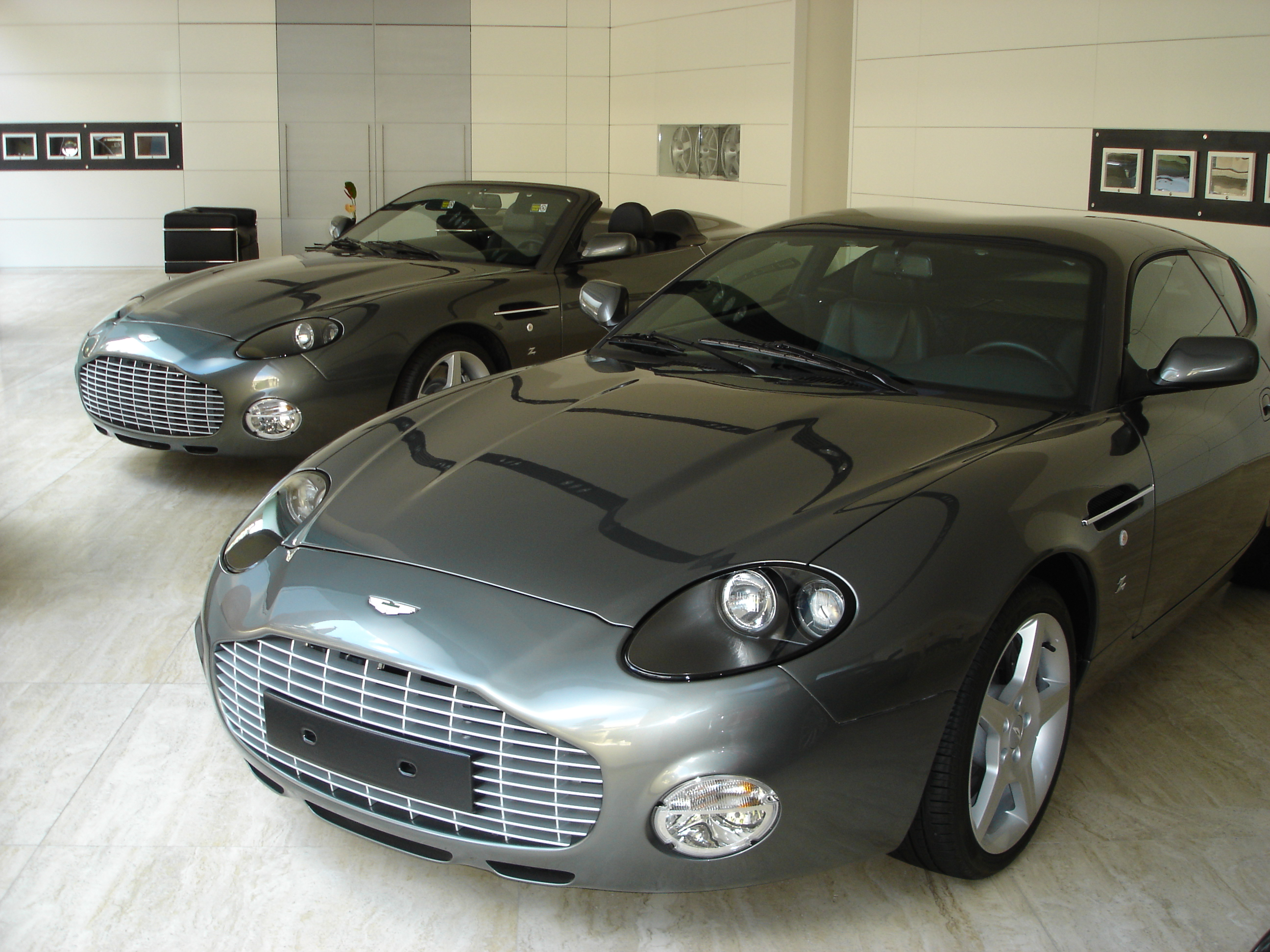
2002–2003 DB7 Zagato
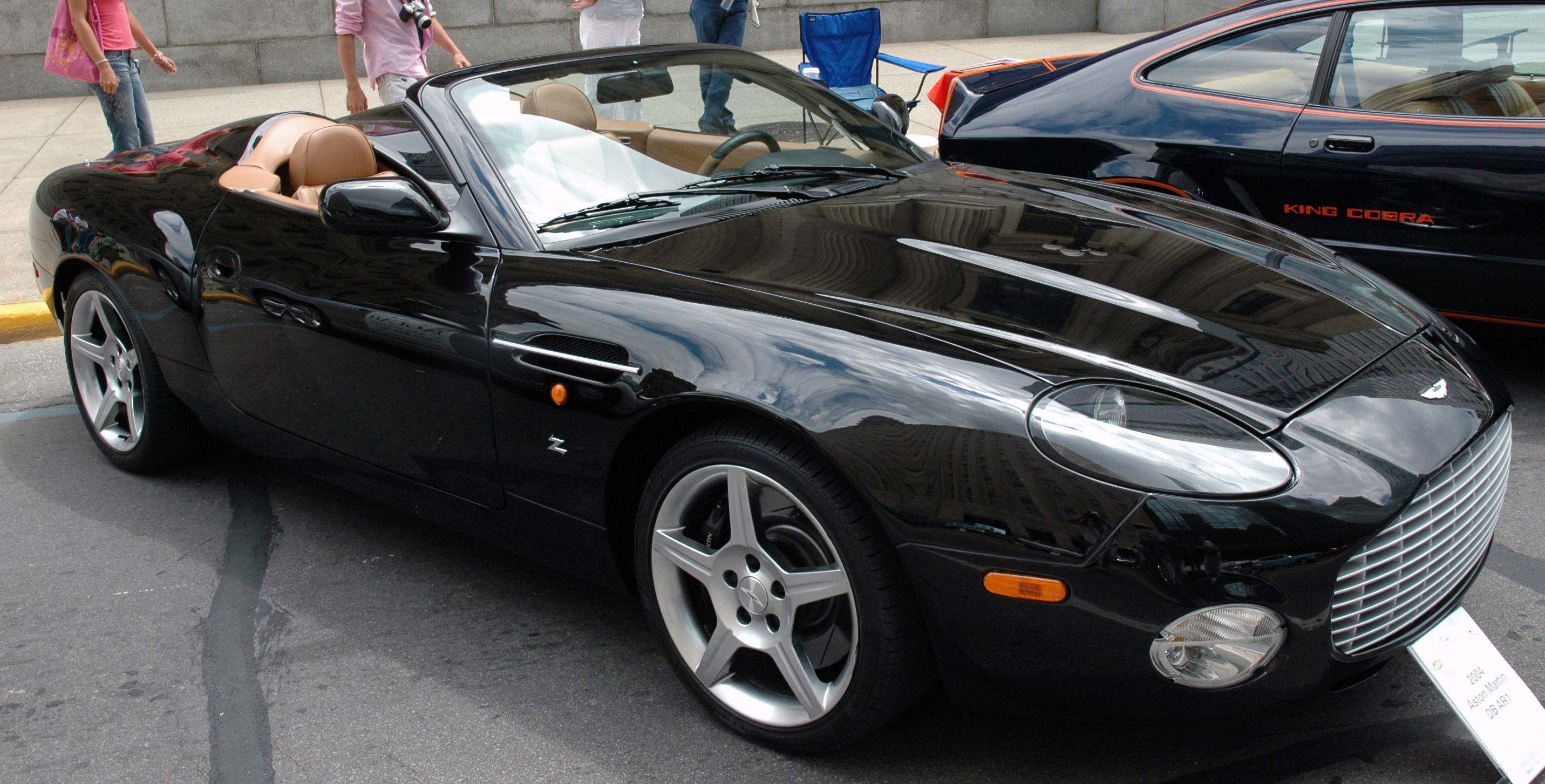
2002–2004 DB AR1
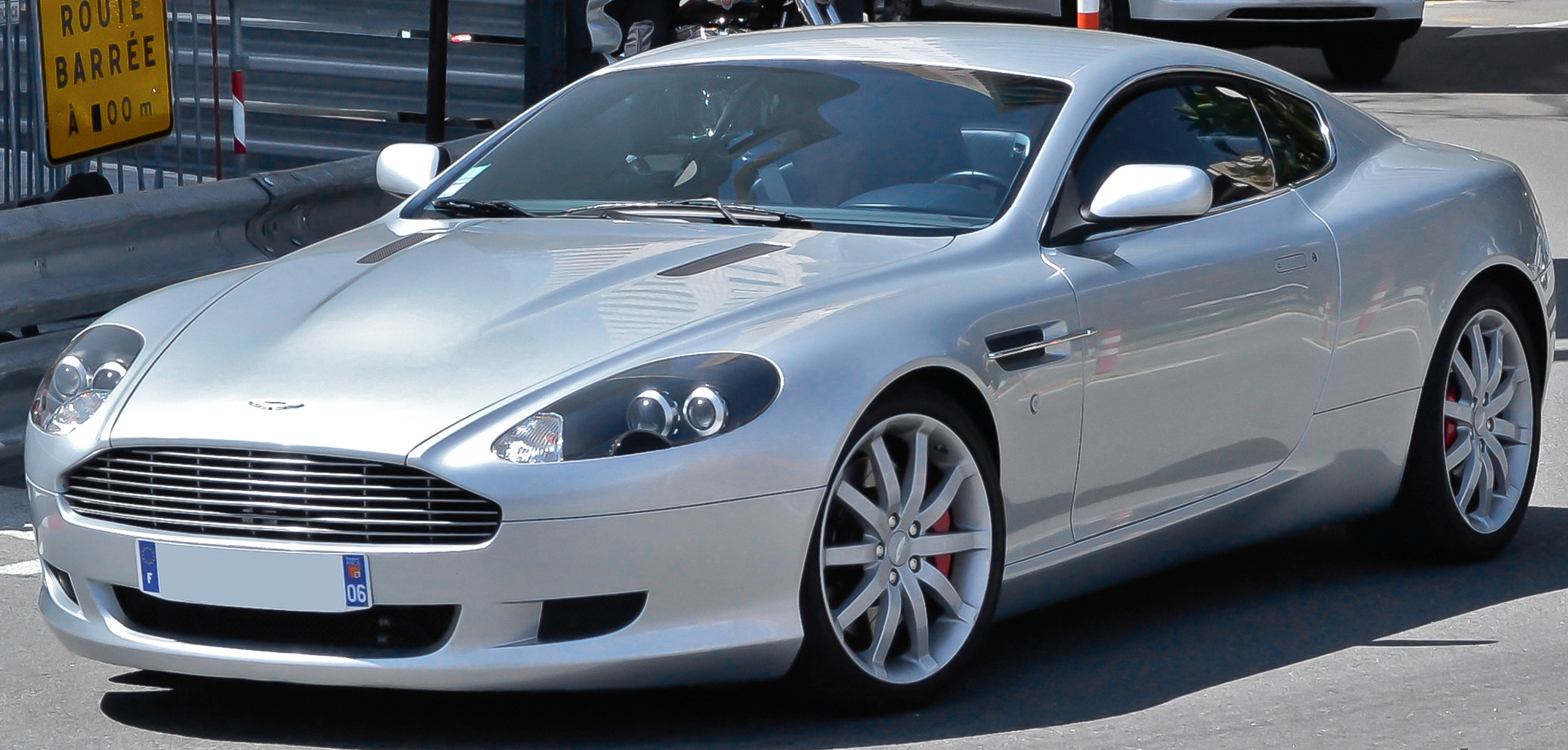
2003–2016 Aston Martin DB9
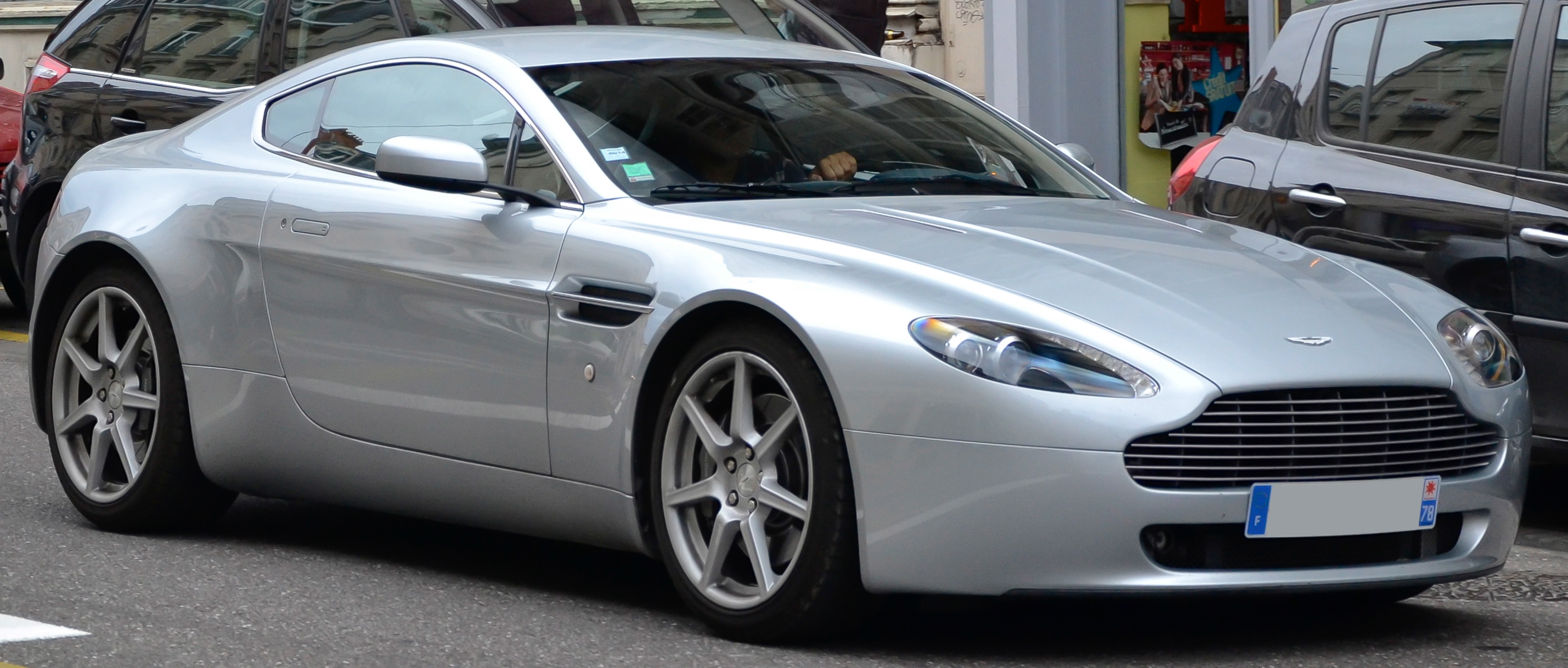
2005–2017 Aston Martin V8/V12 Vantage
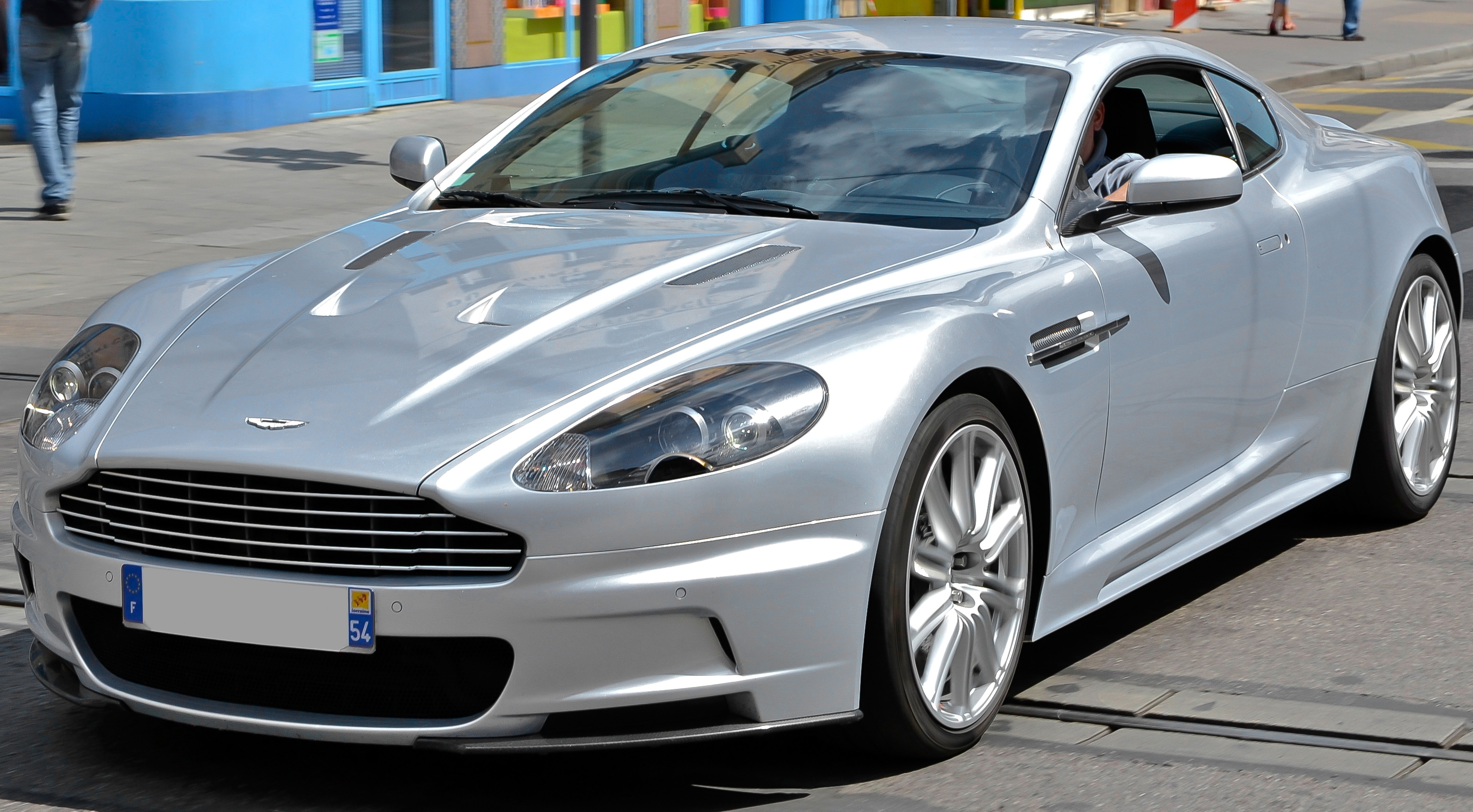
2007–2012 Aston Martin DBS V12
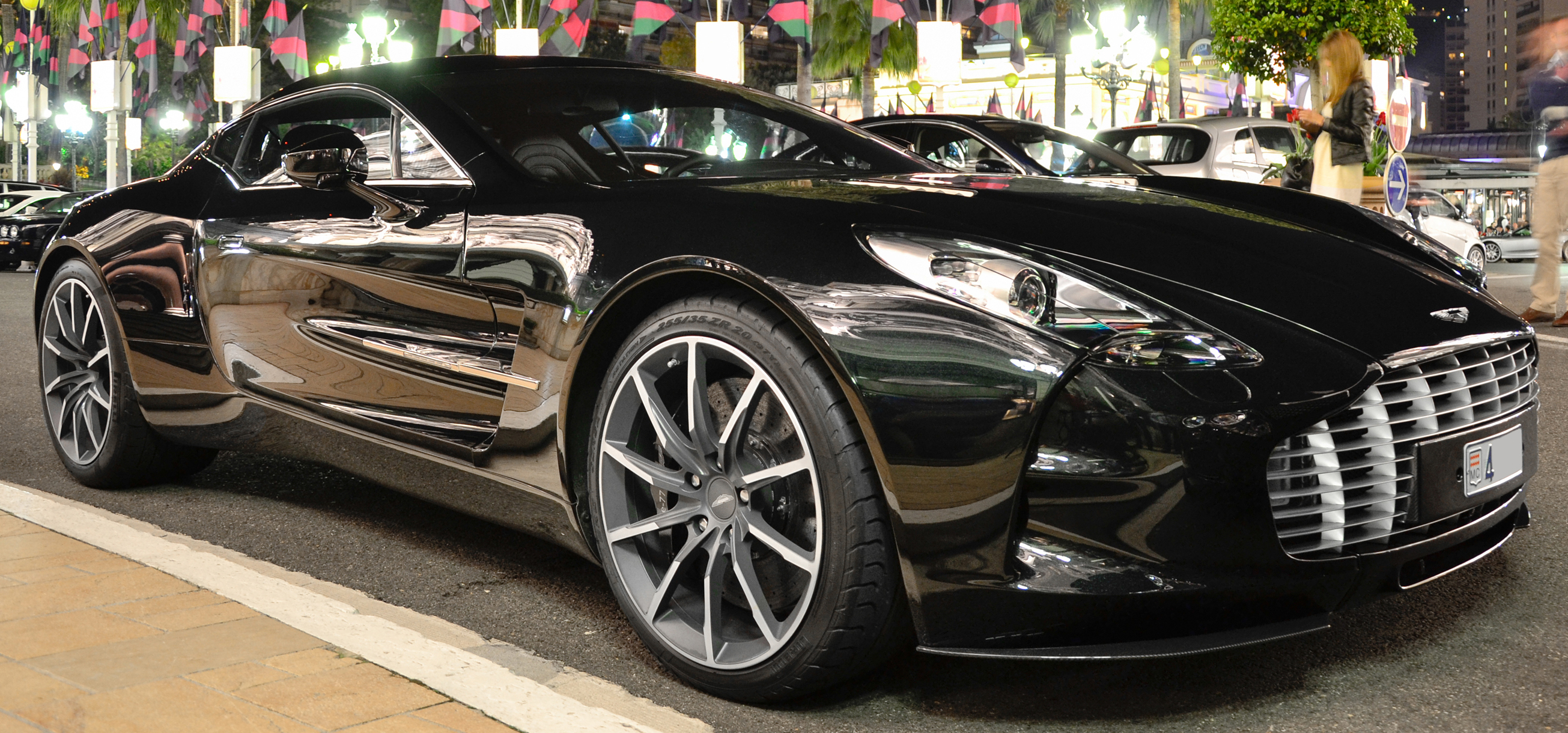
2009–2012 Aston Martin One-77
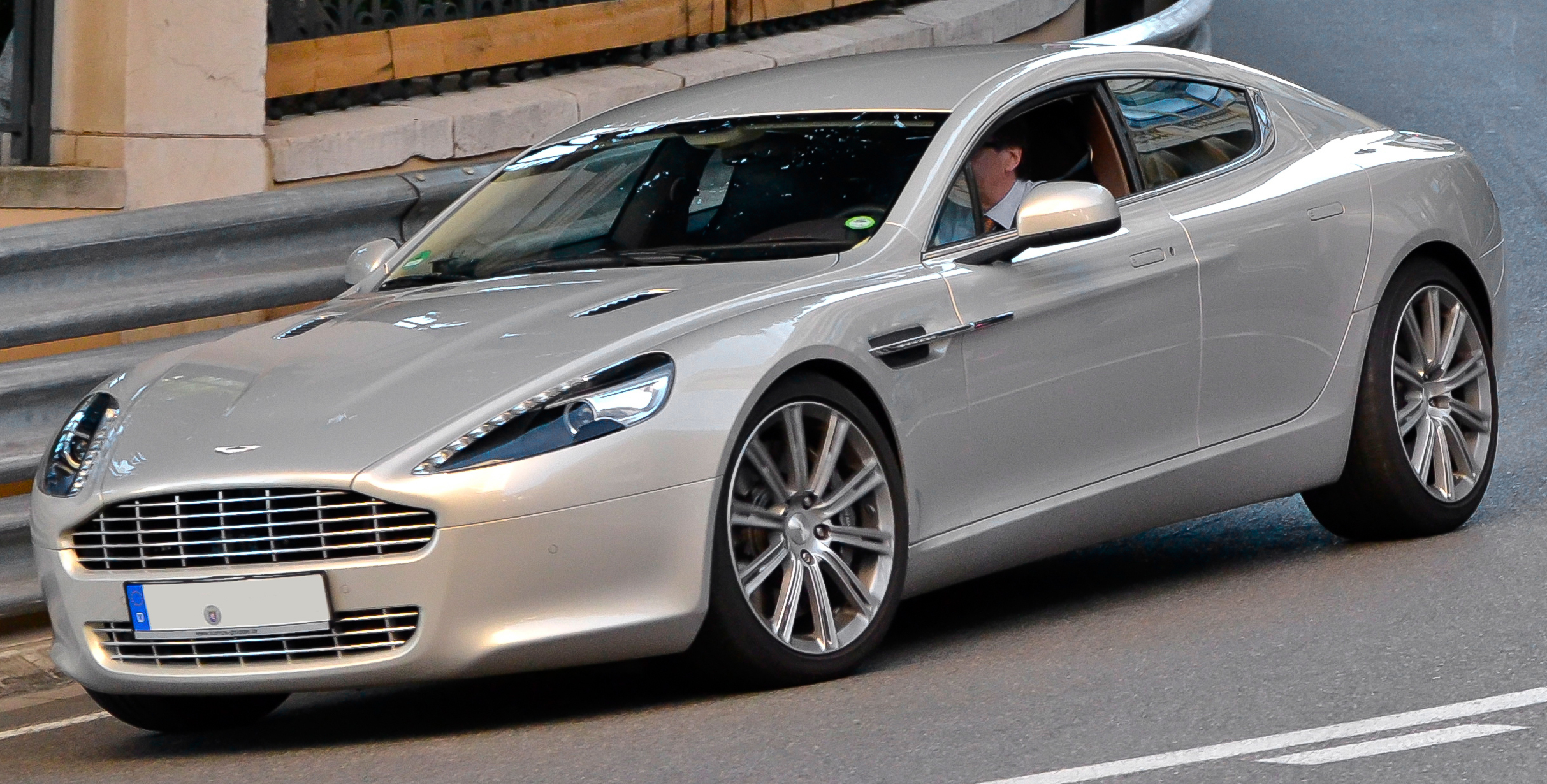
2010–2020 Aston Martin Rapide
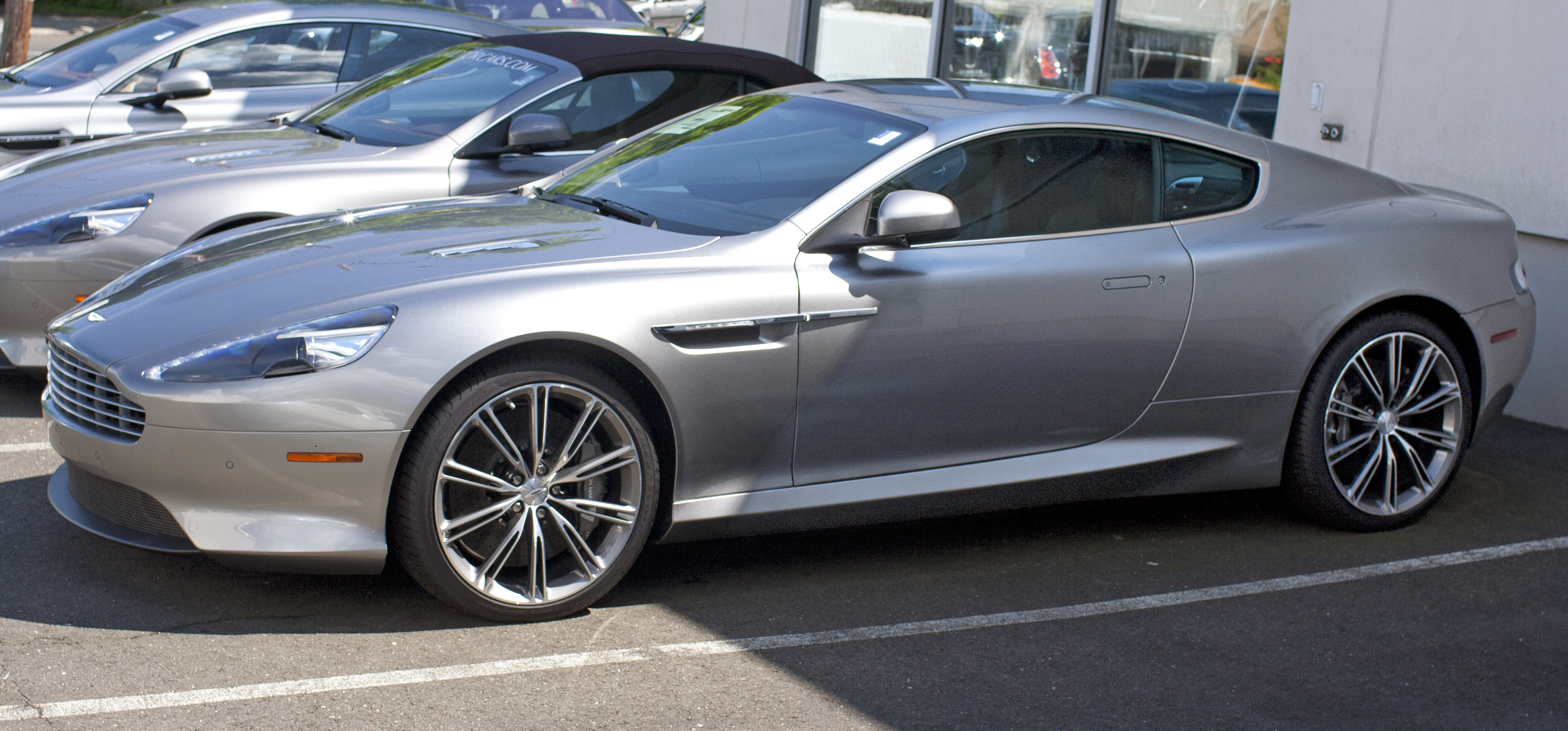
2011–2012 Aston Martin Virage
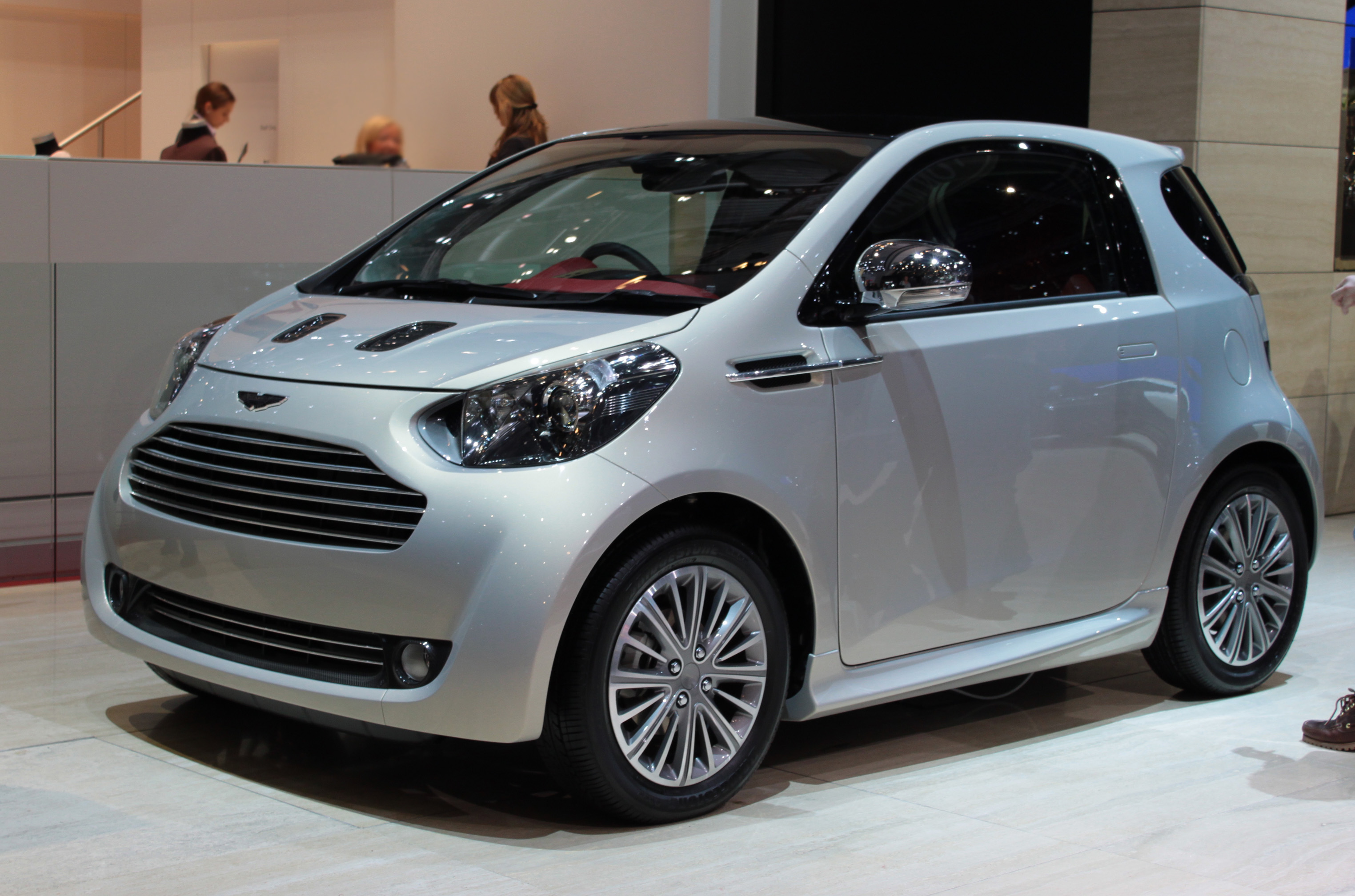
2011–2013 Aston Martin Cygnet
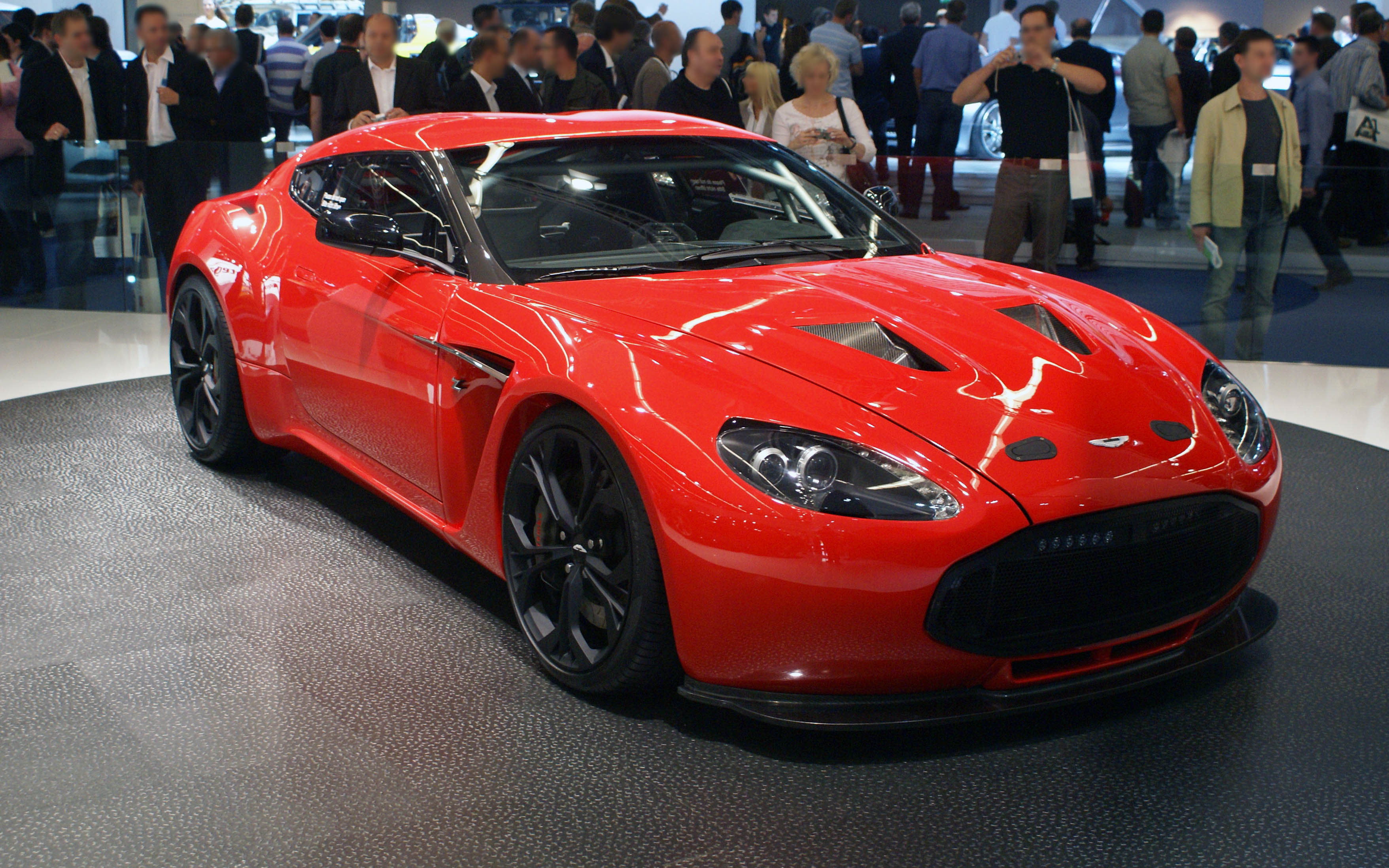
2012–2013 Aston Martin V12 Zagato
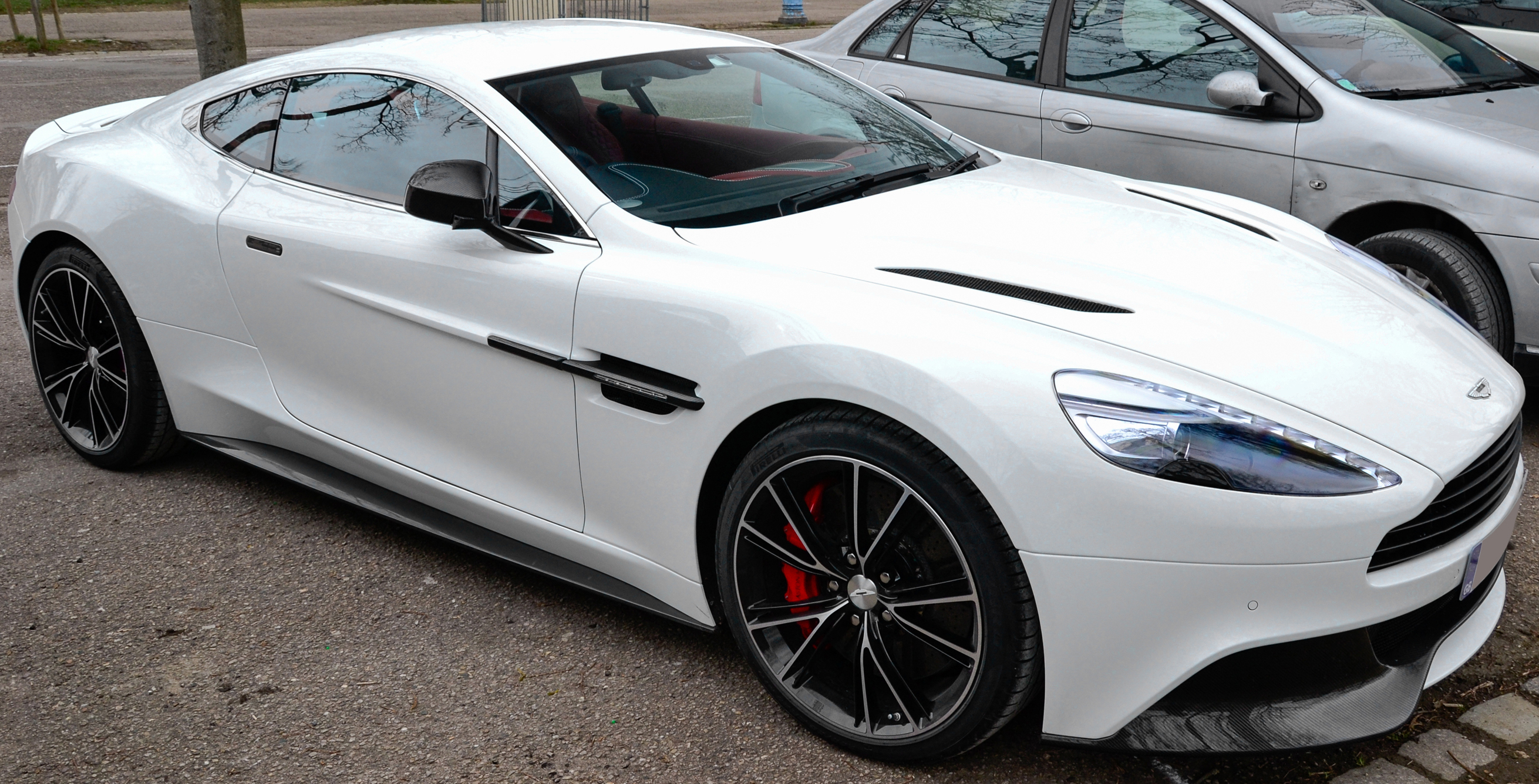
2012–2018 Aston Martin Vanquish
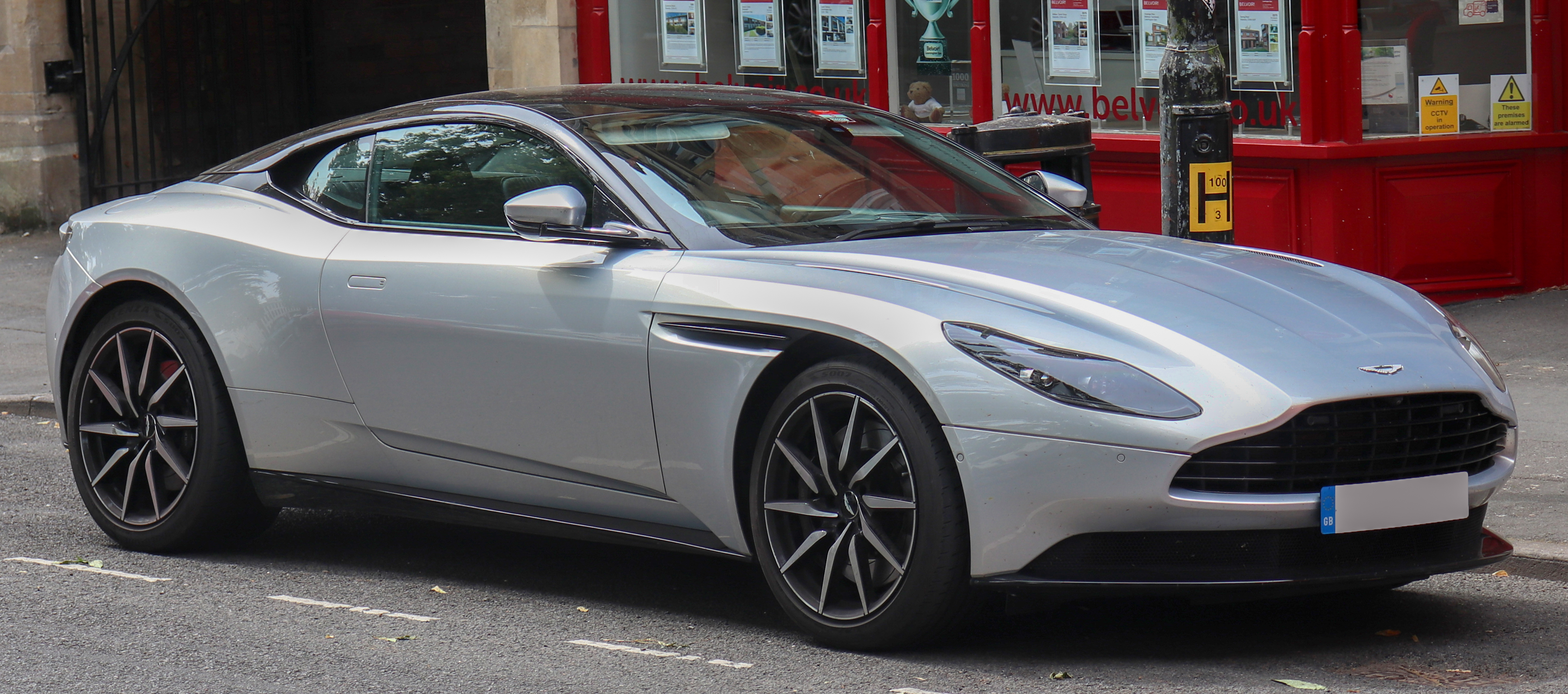
2016–2023 Aston Martin DB11
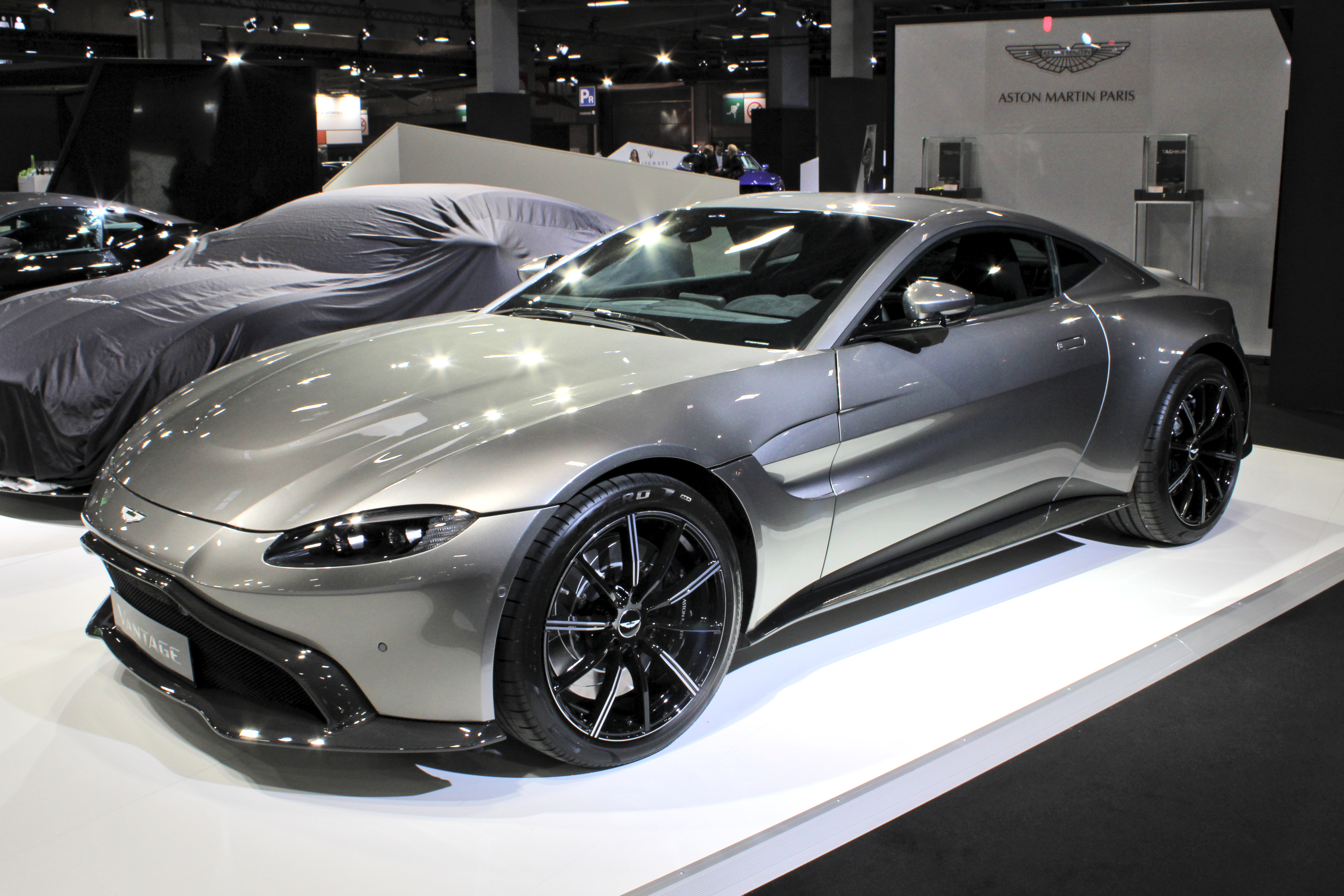
2017– Aston Martin Vantage
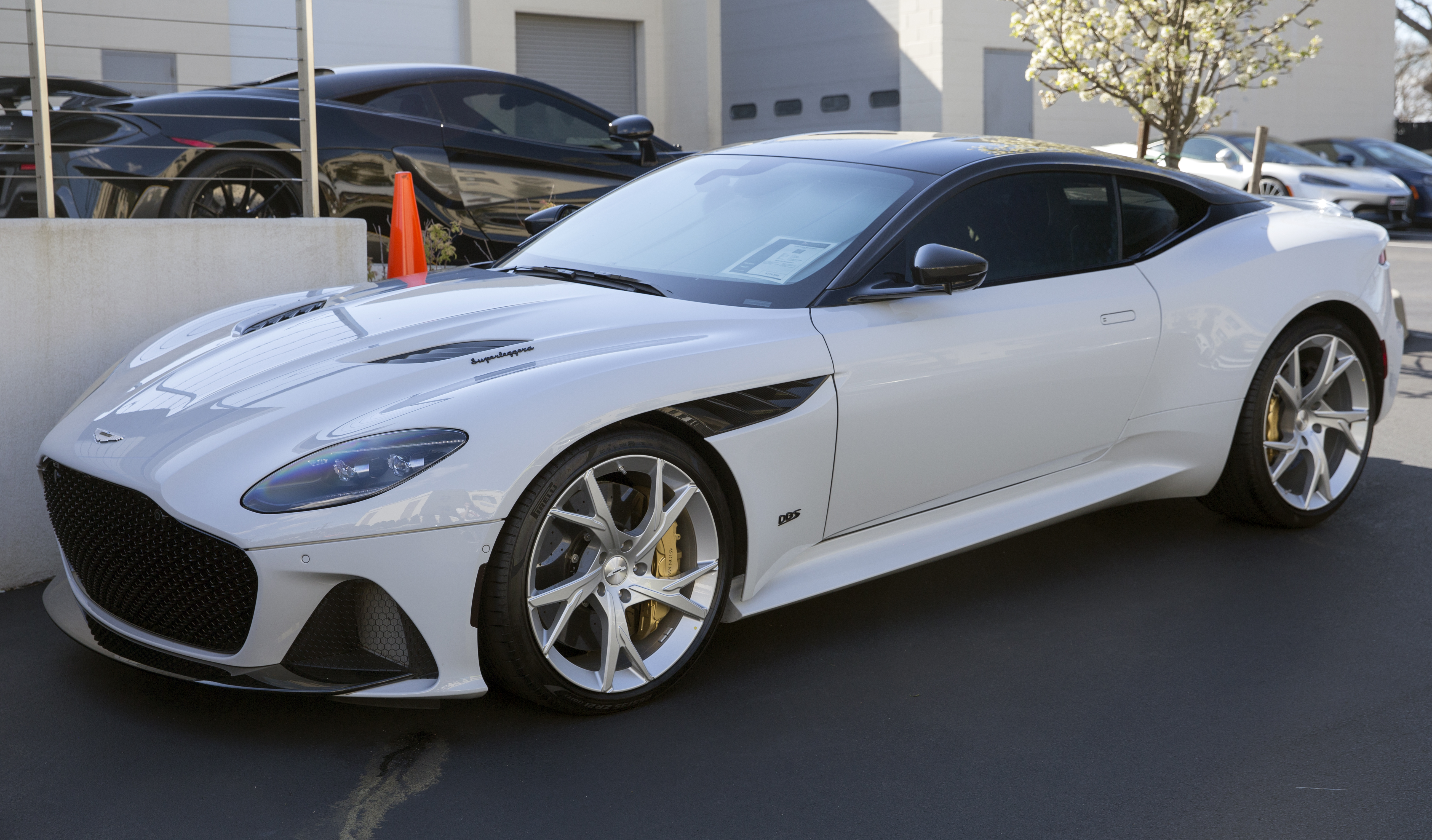
2018– Aston Martin DBS Superleggera
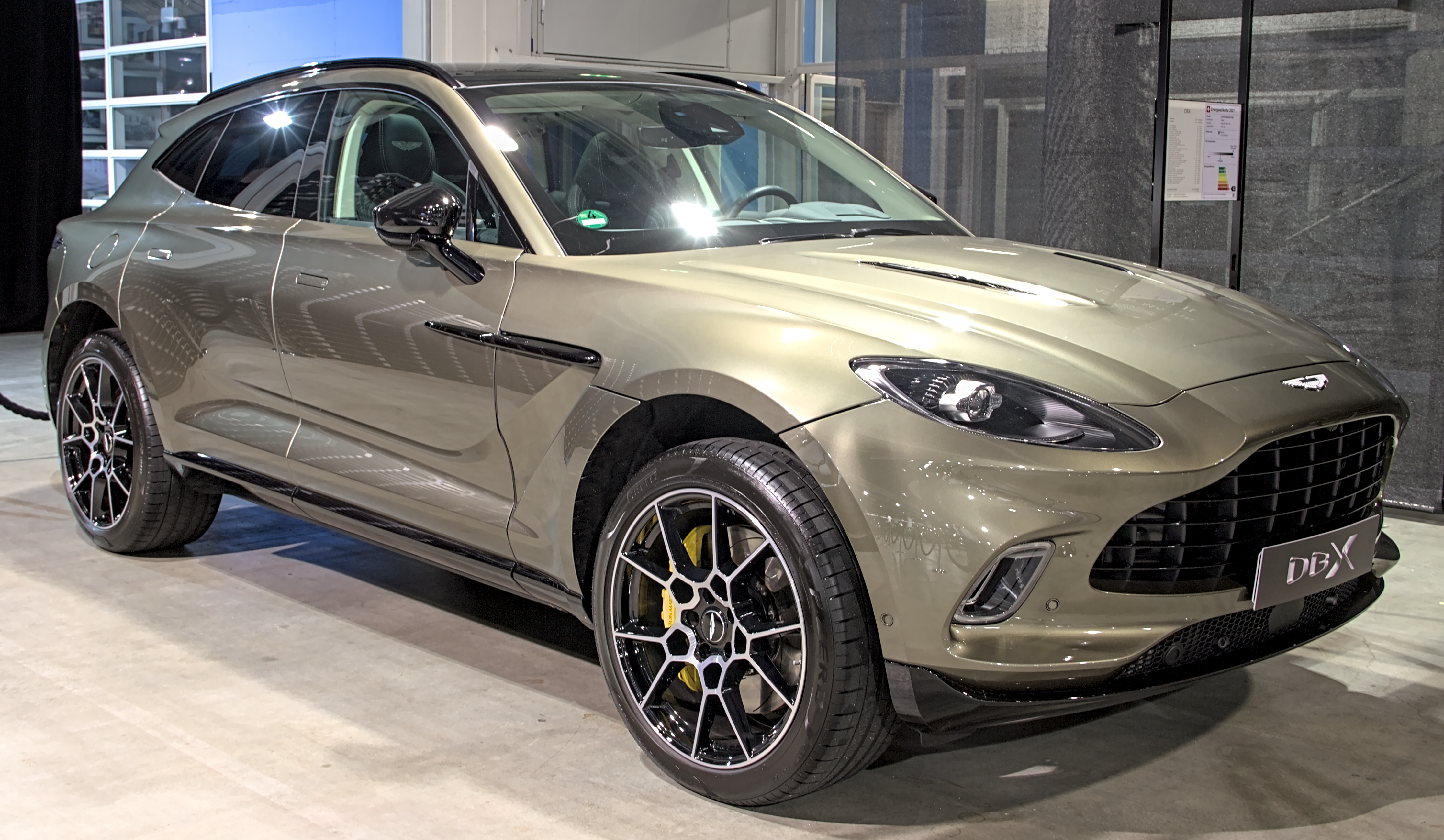
2020– Aston Martin DBX